# Bruno Junqueira
Bruno Junqueira, född 4 november 1976 i Belo Horizonte, är en brasiliansk racerförare.

## Racingkarriär
Junqueira vann  Formel 3000 säsongen 2000.  Han provkörde för formel 1-stallet Williams vid flera tillfällen men förlorade kampen om en förarplats mot Jenson Button inför säsongen 2000.
Inför säsongen 2001 lämnade Junqueira Williams för att köra för Chip Ganassi Racing i CART, såsom Juan Pablo Montoya gjort ett par år innan. Junqueiras första säsong med Ganassi blev dock en stor besvikelse, och räddades enbart av en seger på Road America. Totalt sett blev han sextonde i mästerskapet, bara precis för stallkamraten Memo Gidley som hoppade in under enbart säsongens andra halva. Junqueira kom dock att få ett genombrott i CART-sammanhang under säsongen 2002, då han tog två segrar och var stabilt bland seriens snabbaste förare. Mot mästaren Cristiano da Matta stod inte Junqueira en chans, men han besegrade stallkamraterna Kenny Bräck och Scott Dixon klart över hela säsongen, och slutade den på andra plats. Han tog även pole position inför Indianapolis 500, men bröt efter problem med växellådan. Ganassi valde att ta steget över till IndyCar Series fullt ut inför 2003 och erbjöd Junqueira att få ena platsen bredvid Dixon. Dock ville Junqueira stanna kvar i CART, och skrev istället på som ersättare till mästaren da Matta i Newman/Haas Racing.
Under säsongen 2003 blev Paul Tracy för svår för Junqueira, men han tog ytterligare två segrar, och slutade säsongen på andra plats i tabellen. I den ombildade Champ Car-serien under 2004, var Junqueira en av favoriterna att vinna titeln, men tappade mark till stallkamraten Sébastien Bourdais under säsongens andra halva, och tog sin tredje raka andraplats i mästerskapet. Han inledde därefter säsongen 2005 med en andraplats och sedan en vinst i Monterrey, innan han hoppade in i Indianapolis 500 för Newman/Haas för första gången. Han kraschade illa, men klarade sig utan bestående men. Dock var hans säsong över, och han fick ägna resterande del av 2005 åt rehabilitering.
När Junqueira kom tillbaka till säsongen 2006 hade han förlorat sin spetskompetens, och hade inte en chans mot Bourdais i vad som var startfältets bästa team. För första gången avslutade Junqueira en säsong utan vinst, men ändå räddade han en femteplats totalt. När Newman/Haas fick chansen att värva supertalangen Graham Rahal till teamet, var dock Junqueiras tid där förbi. Till säsongen 2007 tvingades därför Junqueira byta till det lilla stallet Dale Coyne Racing. Initialt hade han stora problem att nå resultat, men en sensationell andra halva såg Junqueira ta tre pallplatser i rad, och till slut klättra till sjundeplats, vilket var Coynes bästa placering totalt i Champ Car någonsin.
Champ Car gick in i IndyCar Series inför 2008, och Junqueira fick tillsammans med Coyne ingen möjlighet att bygga vidare på 2007 års framgångar under hösten. Han tävlade hela säsongen i IndyCar, men var till en början hopplöst efter på ovalerna, och lyckades inte heller störa toppförarna på vanliga racingbanor. Efter att ha slutat på tjugonde plats i mästerskapet fick inte Junqueira nytt förtroende till säsongen 2009. Under den säsongen fick han bara en chans, vilket var i Indianapolis 500. Han kvalade in, men tvingades lämna över bilen till den betalande teamkollegan Alex Tagliani, efter att ha kvalificerat sig på dennes bekostnad.